# Panicum rhizogonum
Panicum rhizogonum är en gräsart som beskrevs av Eduard Hackel. Panicum rhizogonum ingår i släktet vipphirser, och familjen gräs. Inga underarter finns listade i Catalogue of Life.